# قطعنامه ۱۴۵۲ شورای امنیت
قطعنامه ۱۴۵۲ شورای امنیت سازمان ملل متحد که در تاریخ ۲۰ دسامبر ۲۰۰۲ تصویب شد، سندی بین‌المللی دربارهٔ اوضاع در افغانستان است. این قطعنامه طی نشست ۴۶۷۸ام با ۱۵ رای موافق، ۰ مخالف و ۰ ممتنع تصویب شد.